# Premi Flaiano 2019
La cerimonia di premiazione della 46ª edizione dei Premi Flaiano ha avuto luogo il 7 luglio 2019 a Pescara presso Piazza della Rinascita. 
La serata è stata trasmessa in diretta su Rete8, in replica nazionale su Rai 3, con la conduzione di Maria Cuffaro e Riccardo Milani. Durante la cerimonia di premiazione, l'Associazione Culturale Ennio Flaiano ha assegnato la statuetta del Pegaso d'oro a quelle personalità che nel corso della precedente stagione culturale si sono distinte in ambito letterario, cinematografico, teatrale, televisivo e radiofonico. I vincitori delle sezioni di narrativa e italianistica sono stati annunciati il precedente 6 luglio 2019 presso il Kursaal Aurum.
La rassegna cinematografica collaterale si è svolta al Teatro Circus dal 28 giugno al 5 luglio 2019, inaugurata alla presenza di Riccardo Milani, direttore artistico del festival, e del regista Simone Spada. L'uomo che comprò la Luna di Paolo Zucca è stato proiettato come film d'apertura della manifestazione.

## Vincitori

### Letteratura

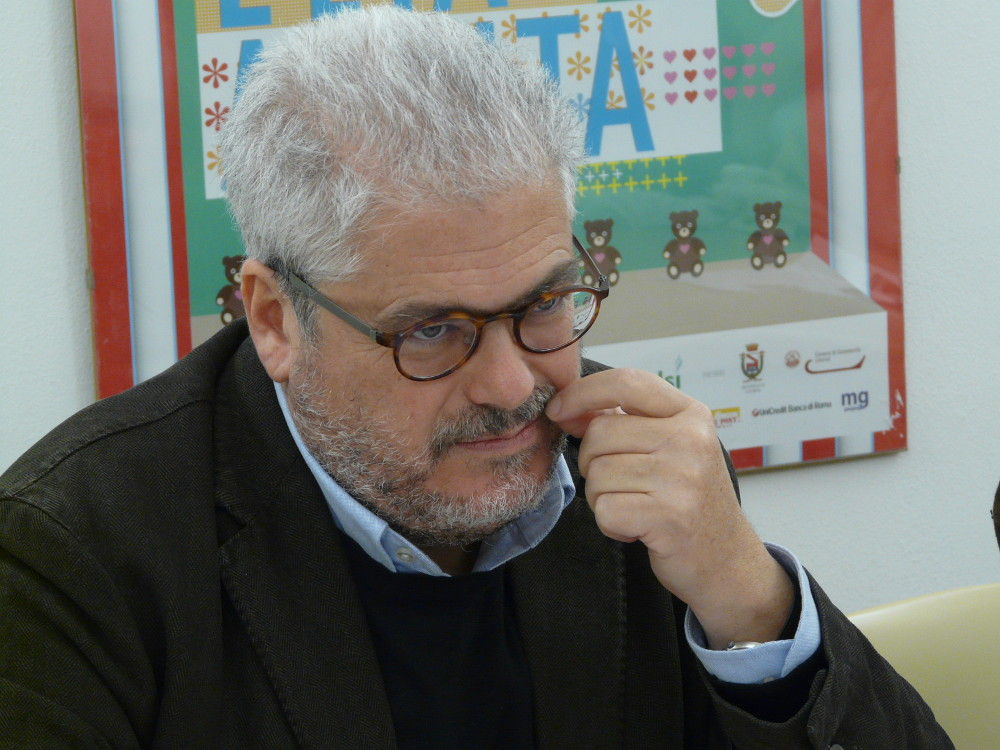
Roberto Andò, vincitore del premio di cinema per la regia

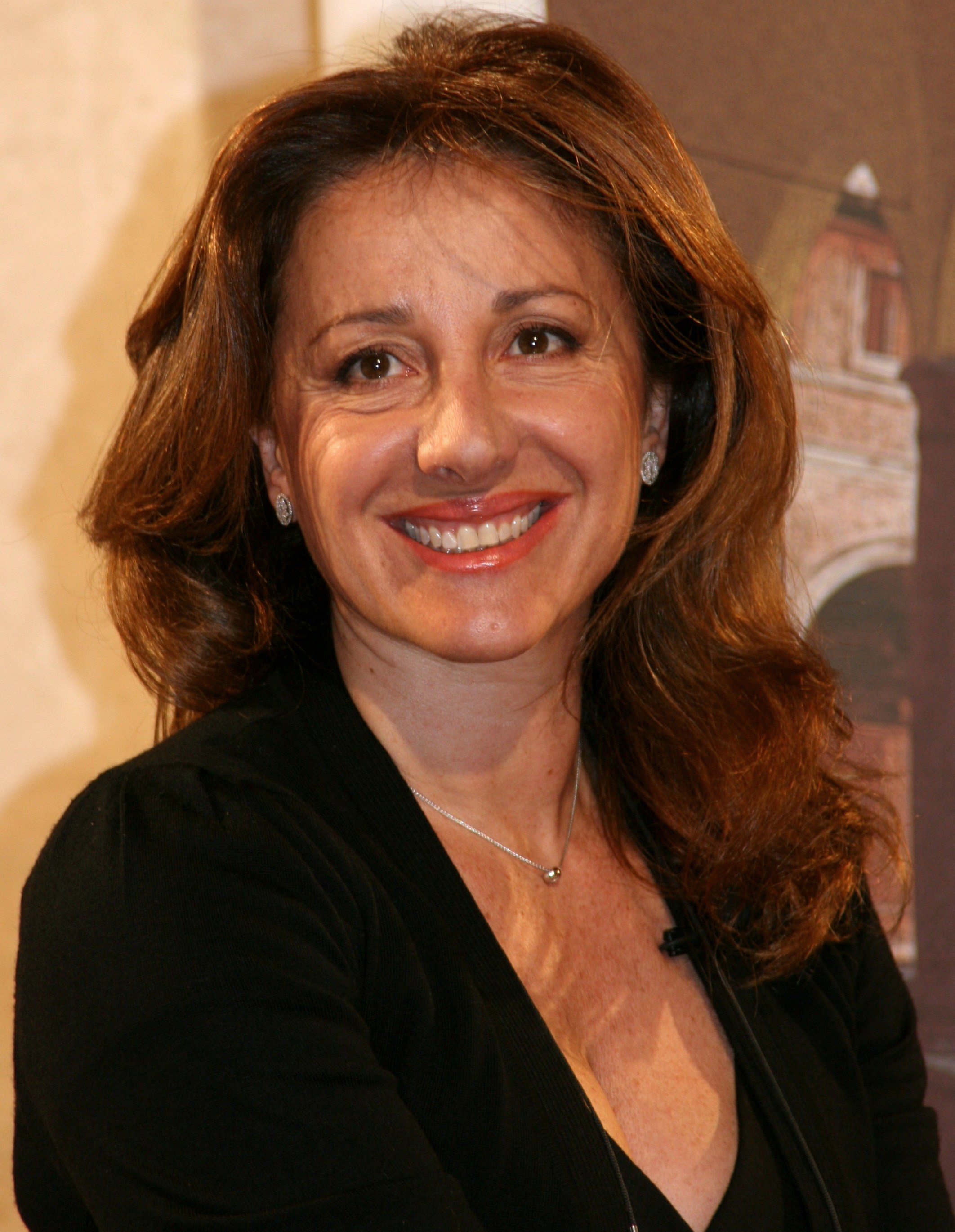
Carla Signoris, vincitrice del premio di cinema per l'interpretazione

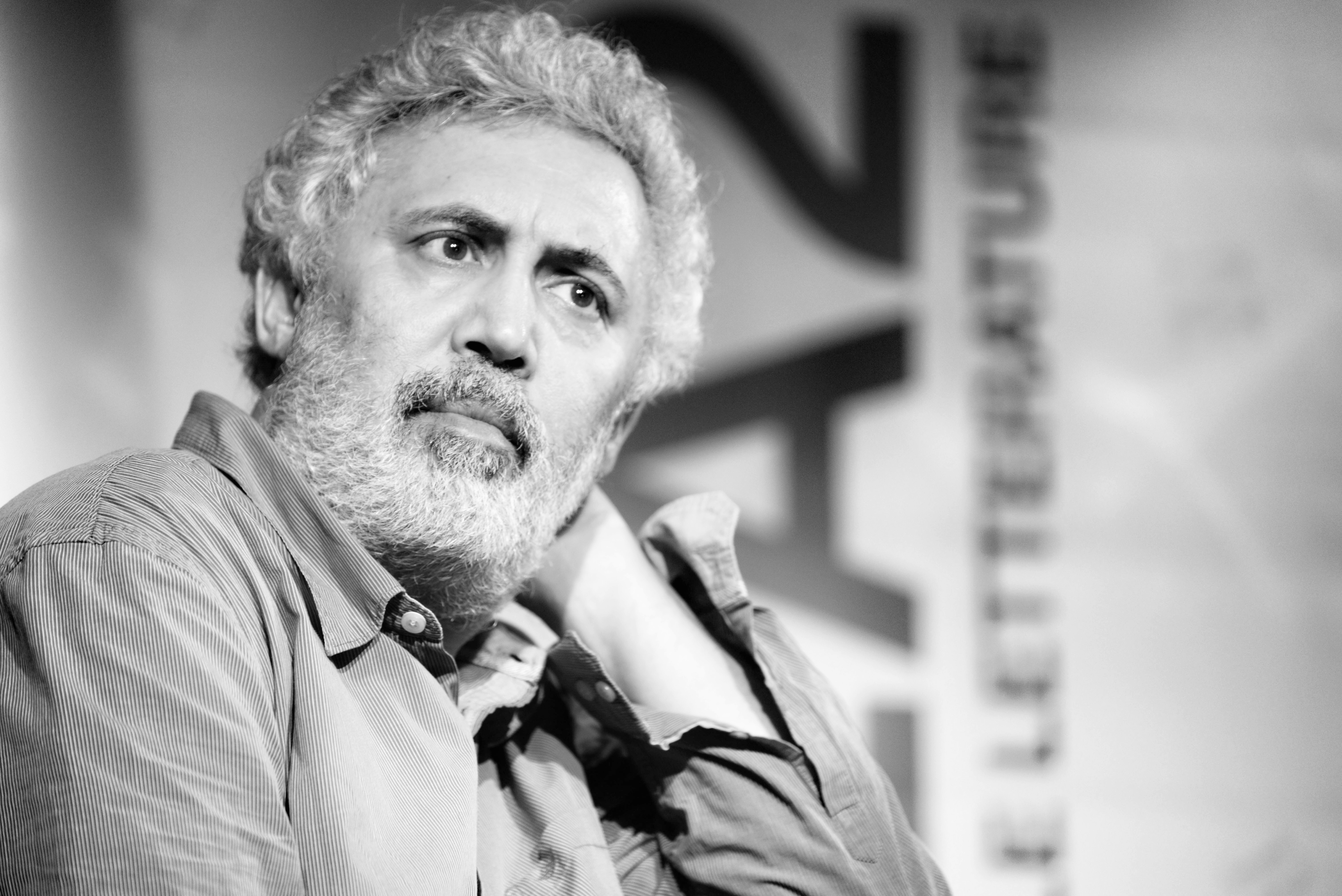
Francesco Piccolo, vincitore del premio di cinema per la sceneggiatura

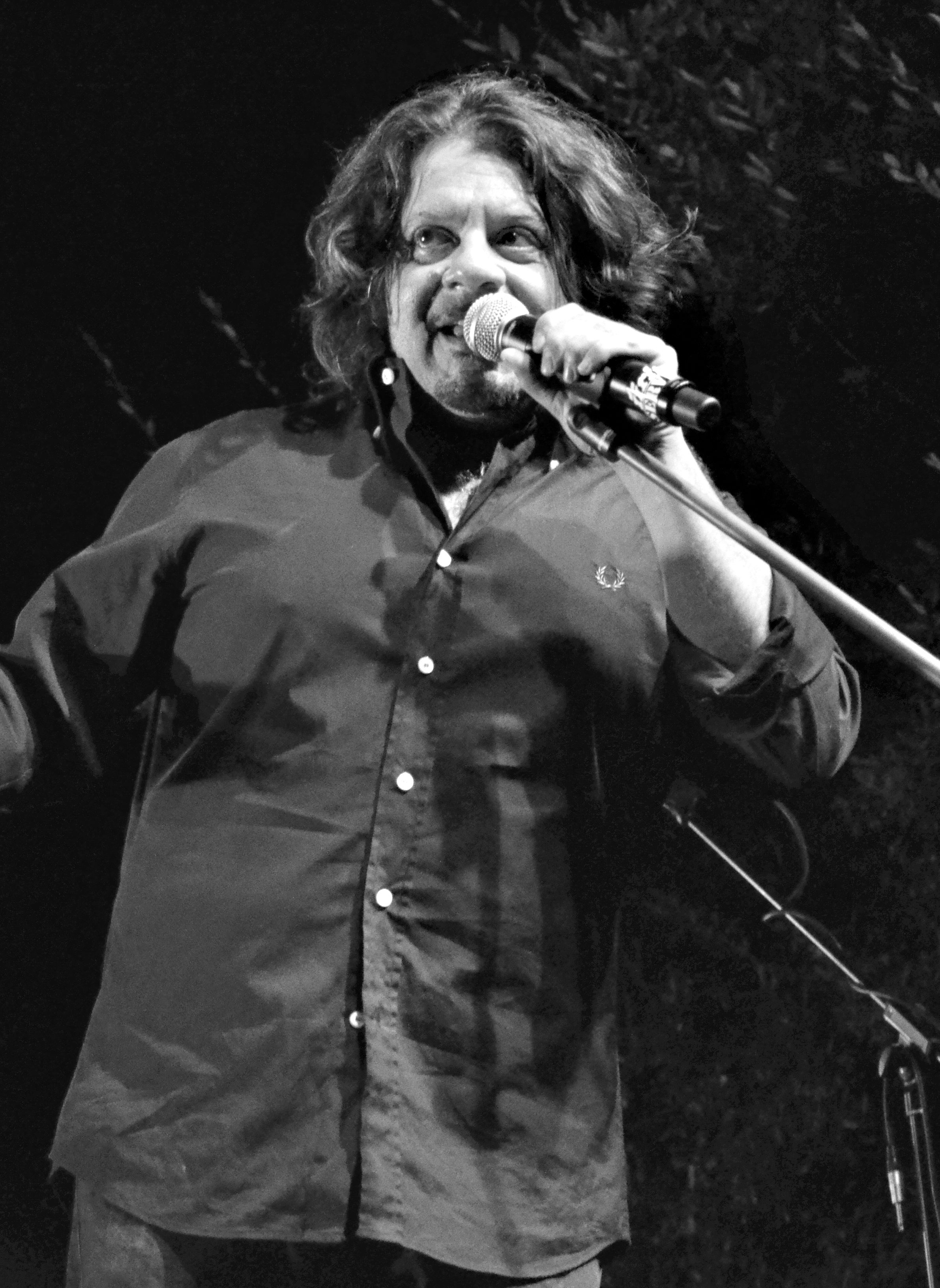
Pasquale Petrolo, vincitore del premio per il musical

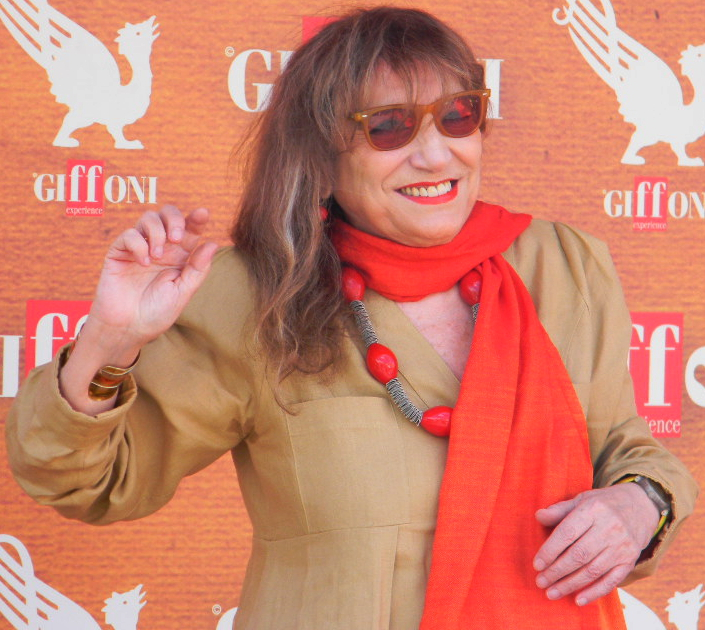
Piera Degli Esposti, vincitrice del premio di teatro alla carriera

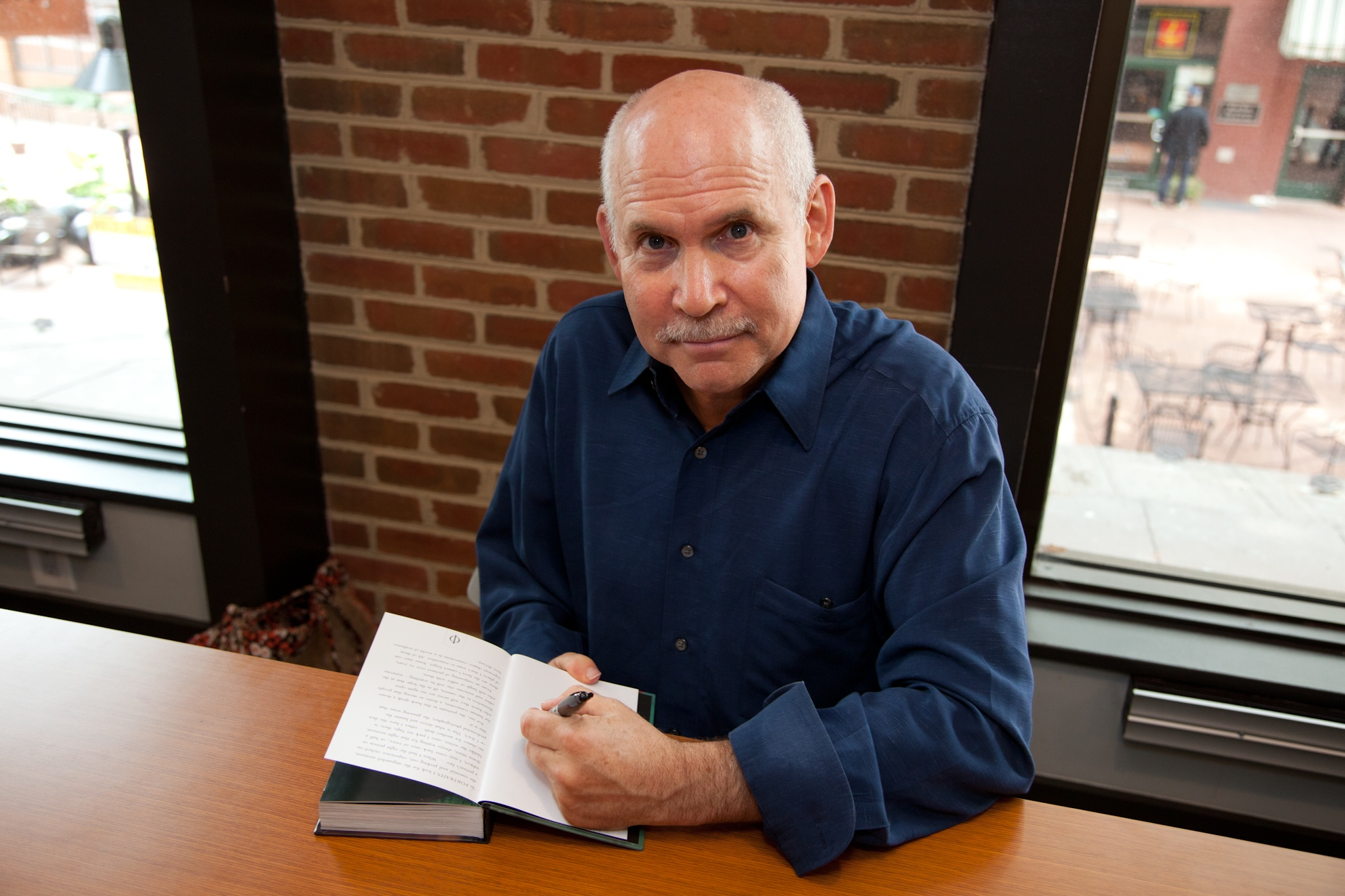
Steve McCurry, vincitore del premio di giornalismo alla carriera

- Premio per la narrativa: Valeria Parrella per Almarina (Einaudi)
- Premio per la narrativa (giovani): Gianmarco Soldi per Cosa resta di Male (Rizzoli)
- Premio internazionale di italianistica: Alessandro Carrera per Fellini's Eternal Rome (Stati Uniti), Hannimari Heino per Eugenio Montale: Tuo minulle auringonkukka (Finlandia), Chiseko Tanaka per Gioventù, Pier Paolo Pasolini no seishun (Giappone)
- Premio speciale internazionale: Emilio Barbarani

### Cinema
- Premio per la regia: Roberto Andò per Una storia senza nome
- Premio per l'interpretazione maschile: Rocco Papaleo per Moschettieri del re - La penultima missione e Il grande spirito
- Premio per l'interpretazione femminile: Micaela Ramazzotti per Una storia senza nome e Ti presento Sofia, ex æquo con Carla Signoris per L'agenzia dei bugiardi e Ma cosa ci dice il cervello
- Premio per la sceneggiatura: Francesco Piccolo per Notti magiche, Momenti di trascurabile felicità e Il traditore
- Premio per il film d'animazione: Simone Massi per La strada dei Samouni
- Premio per il documentario: Fabrizio Corallo per Sono Gassmann! Vittorio re della commedia
- Premio speciale della presidenza: Francesco Gagliardi e Stefania Capobianco per Mò Vi Mento - Lira di Achille
- Premio speciale: Carlo Vanzina

### Teatro
- Premio per la regia: Gabriele Lavia per I giganti della montagna, ex æquo con Jacopo Gassmann per Il ragazzo dell'ultimo banco
- Premio per il musical: Lillo Petrolo per School of Rock
- Premio alla carriera: Piera Degli Esposti e Massimo De Francovich
- Premio speciale: Antonello Avallone e Alessio Esposito

### Televisione e radio
- Premio per la regia: Lucio Pellegrini per Il miracolo
- Premio per l'interpretazione: Tommaso Ragno per Il miracolo
- Premio per il programma culturale: Andrea Purgatori per Atlantide - Storie di uomini e di mondi (LA7)
- Premio per il programma radio: Roberta Giordano per Effetto notte (Radio 24)
- Premio alla carriera: Steve McCurry
- Premio speciale di giornalismo: Antonio Ferrari
- Premio della presidenza: Ludovica Nasti e Elisa Del Genio per L'amica geniale

## Giurie
Letteratura
- Antonella Di Nallo, docente universitario
- Donatella Di Pietrantonio, scrittrice e giornalista
- Raffaele Manica, saggista
- Renato Minore, critico letterario e scrittore
- Raffaello Palumbo Mosca, docente universitario

Cinema
- Valerio Caprara, critico cinematografico
- Laura Delli Colli, saggista
- Franco Mariotti, giornalista
- Giuliano Montaldo, regista e sceneggiatore
- Paolo Sommaruga, giornalista
- Enrico Vanzina, sceneggiatore e produttore

Teatro
- Giovanni Antonucci, drammaturgo
- Gianfranco Bartalotta, docente universitario
- Antonio Calenda, regista teatrale
- Masolino D'Amico, critico teatrale e scrittore
- Marco Patricelli, docente universitario

Televisione e radio
- Roberto Balducci, giornalista
- Alessandro Bencivenni, sceneggiatore
- Silvia Fumarola, giornalista
- Stefano Reali, regista e sceneggiatore
- Baba Richerme, giornalista

Italianistica
- Isabella Camera d'Afflitto, linguista e traduttrice
- Maria Concetta Costantini, docente e linguista
- Andrea Moro, linguista e scrittore